# Arazzo

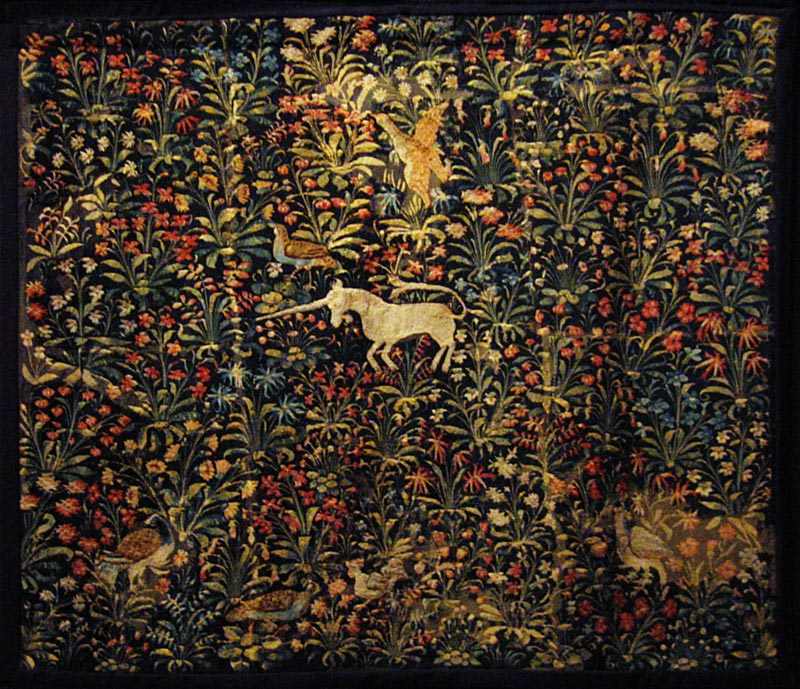
Arazzo del en el Victoria and Albert Museum.

Arazzo (si se trata de plural suele usarse la forma plural italiana arazzi) es un tejido para el revestimiento de paredes, confeccionado mediante telares. Todo arazzo propiamente dicho es una obra artística en cuanto posee representaciones o diseños figurados mediante el tramado de la tela (un "arazzo" stricto sensu no es una tela pintada o estampada). El nombre italiano se generaliza a partir del Renacimiento y deriva de la ciudad del Flandes francés llamada Arras, célebre en el Medioevo tardío por sus industrias textiles especializadas en drapeados y otros paños finos.
En un arazzo se conjuga la obra de un artista pintor o dibujante que realiza los bocetos y la de uno o varios expertos tejedores que saben concretar en el telar las representaciones.
El arte del arazzo descolló en el Quattrocento siendo continuado con grandes niveles de calidad durante el Cinquecento (tal cual lo evidencian las obras de El Bronzino) y el Seicento. Que las obras más destacadas realizadas de este modo sean italianas no significa que la técnica y arte del arazzo hayan sido inventadas en el Renacimiento italiano, dado que ya en el antiguo Egipto, China, la antigua Grecia, el Imperio romano, Japón, India, Persia e incluso entre las altas culturas americanas precolombinas existían obras de arte basadas en técnicas semejantes a la del arazzo. En francés e inglés en lugar de arazzo suele decirse tapestry pero debe tenerse muy en cuenta que tapestry es un término que agrupa a toda obra artesanal o artística del tipo llamado en español: tapiz mientras que como se ha explicado, un arazzo es una forma muy especial de "pintura" textil.
Semejantes, pero no iguales son los gobelinos, y una de las principales diferencias entre el arazzo y el gobelino es que en el gobelino predomina la idea de hacer un tapiz con uno o más motivos figurativos decorativos pero no -como ocurre con el típico arazzo- una real pintura compuesta de tejidos.
- Datos: Q40337498